# Алан Тюдик
А́лан Рей Тю́дик (англ. Alan Wray Tudyk; нар. 16 березня 1971, Ель-Пасо, Техас, США) — американський кіноактор.
Відомий ролями Гобана «Воша» Вошборна в науково-фантастичному серіалі «Світляк» і фільмі «Місія Сереніті», Вета у фільмі «Історія лицаря», Саймона в чорній комедії «Смерть на похоронах», Стіва у «Викидайлах» та Ноа Вернера у комедійному серіалі «Передмістя», робота Санні у «Я, робот».
Також озвучив деяких персонажів у мультиплікаційних фільмах студії The Walt Disney Company, таких як «Ральф-руйнівник» (король Льодяник), «Крижане серце» (герцог Везелтон) та «Зоотрополіс» (Дюк Тягнюк).

## Фільмографія
| Рік       |    | Українська назва                                   | Оригінальна назва                                               | Роль                                                      |
| --------- | -- | -------------------------------------------------- | --------------------------------------------------------------- | --------------------------------------------------------- |
| 2025      | ф  | Супермен                                           | Superman                                                        | Гері (голос)                                              |
| 2025      | ф  | Електричний штат                                   | The Electric State                                              | Космо (голос)                                             |
| 2024      | мф | Ваяна 2                                            | Moana 2                                                         | півник Ай-Ай (голос)                                      |
| 2023      | мф | Бажання                                            | Wish                                                            | Валентино (голос)                                         |
| 2023      | ф  | Пітер Пен і Венді                                  | Peter Pan & Wendy                                               | Джордж Дарлінг                                            |
| 2021      | мф | Рая та останній дракон                             | Raya and the Last Dragon                                        | Тук Тук (голос)                                           |
| 2020      | с  |                                                    | Devil May Care                                                  | Диявол (голос, 7 епізодів)                                |
| 2020      | с  |                                                    | Resident Alien                                                  | Гаррі Вандершпігль (10 епізодів)                          |
| 2017—2020 | с  |                                                    | Big Hero 6: The Series                                          | Крей та інші (голоси, 19 епізодів)                        |
| 2011—2020 | с  | Американський тато!                                | American Dad!                                                   | Різні персонажі (голоси, 20 епізодів)                     |
| 2011—2020 | с  | Робоцип                                            | Robot Chicken                                                   | Різні персонажі (4 епізоди)                               |
| 2019—2020 | с  | Гарлі Квінн                                        | Harley Quinn                                                    | Глиноликий / Джокер (голоси, 23 епізоди)                  |
| 2015—2020 | с  | Рік та Морті                                       | Rick and Morty                                                  | Глорцо та інші (голоси, 3 епізоди)                        |
| 2020      | с  | Нетутешні                                          | Solar Opposites                                                 | Людина-нанобот (голос, 1 епізод)                          |
| 2020      | с  | Угамуй свій запал (Зменш свій ентузіазм)           | Curb Your Enthusiasm                                            | Борис (1 епізод)                                          |
| 2019      | с  | Новобранець                                        | The Rookie                                                      | Елрой Бассо (1 епізод)                                    |
| 2019      | мф | Крижане серце 2                                    | Frozen II                                                       | Різні персонажі (голоси)                                  |
| 2019      | мс | Останній рубіж                                     | Final Space                                                     | Тодд Вотсон та інші (голоси, 3 епізоди)                   |
| 2019      | с  |                                                    | Archibald's Next Big Thing                                      | Mr. Garbage (голос, 1 епізод)                             |
| 2019      | с  | Фатальний патруль                                  | Doom Patrol                                                     | Ерік Морден / Пан Ніхто (9 (15) епізодів)                 |
| 2015—2019 | с  | Зоряна принцеса проти сил зла                      | Star vs. the Forces of Evil                                     | Король Рівер, Людо та інші (голоси, 46 епізодів)          |
| 2019      | ф  | Аладдін                                            | Aladdin                                                         | Яго (голос)                                               |
| 2017—2019 | с  | Тік                                                | The Tick                                                        | Dangerboat, розумний човен (голос, 17 епізодів)           |
| 2019      | с  |                                                    | Santa Clarita Diet                                              | Гері (7 епізодів)                                         |
| 2005—2019 | с  | Уповільнений розвиток                              | Arrested Development                                            | пастор Віл (5 епізодів)                                   |
| 2010—2019 | с  | Молода Ліга справедливості                         | Young Justice                                                   | Олівер Квін / Зелена Стріла та інші (голоси, 11 епізодів) |
| 2018      | мф | Ральф-руйнівник 2: Інтернетрі                      | Ralph Breaks the Internet                                       | Всезнайко (голос)                                         |
| 2018      | с  |                                                    | Lego Star Wars: All-Stars                                       | K-2SO (голос, 1 епізод)                                   |
| 2018      | ф  | Дедпул 2                                           | Deadpool 2                                                      | реднек Люк                                                |
| 2017      | с  | Холістичне детективне агентство Дірка Джентлі      | Dirk Gently's Holistic Detective Agency                         | пан Пріст (6 епізодів)                                    |
| 2017      | кф |                                                    | Star v the Forces of Evil: 360° Interdimensional Scavenger Hunt | Король Рівер (голос)                                      |
| 2015—2017 | с  | Кіт у чоботях (мультсеріал) Пригоди кота у чоботях | The Adventures of Puss in Boots                                 | Улі (голос, 10 епізодів)                                  |
| 2017      | с  |                                                    | Powerless                                                       | Ван Вейн (12 епізодів)                                    |
| 2015—2017 | с  | Час пригод                                         | Adventure Time                                                  | Chatsberry (голос, 2 епізоди)                             |
| 2015—2017 | с  | Конмен                                             | Con Man                                                         | Рей Нерелі (головна роль)                                 |
| 2016      | ф  | Бунтар Один. Зоряні Війни. Історія                 | Rogue One: A Star Wars Story                                    | K-2SO (голос)                                             |
| 2016      | ф  | Ваяна                                              | Moana                                                           | півник Ай-Ай / селянин (голоси)                           |
| 2014—2016 | мс |                                                    | TripTank                                                        | Різні персонажі (голоси, 6 епізодів)                      |
| 2016      | мф | Зоотрополіс                                        | Zootopia                                                        | ласка Дюк Тягнюк                                          |
| 2016      | мс |                                                    | Clarence                                                        | стюард Ден (голос, 1 епізод)                              |
| 2015      | ф  | Дивак                                              | Oddball                                                         | Бредлі Слейтер                                            |
| 2015      | ф  | Трамбо                                             | Trumbo                                                          | Ієн Мак-Леллен Гантер                                     |
| 2015      | ф  | Той, що біжить лабіринтом: Випробування вогнем     | Maze Runner: The Scorch Trials                                  | Blondie                                                   |
| 2015      | ф  |                                                    | Thrilling Adventure Hour Live                                   | піаніст                                                   |
| 2014—2015 | с  |                                                    | Newsreaders                                                     | Reagan Biscayne (14 епізодів)                             |
| 2015      | мс |                                                    | Assassin Banana                                                 | Homeless Onion (голос, 1 епізод)                          |
| 2014      | с  |                                                    | The Team Unicorn Saturday Action Fun Hour!                      | Chummy Cherub / Sad Tree (пілотний епізод)                |
| 2014      | с  |                                                    | Comedy Bang! Bang!                                              | Рей Старксі (1 епізод)                                    |
| 2014      | ф  |                                                    | Tell                                                            | Мортон                                                    |
| 2014      | мф | Супер шістка                                       | Big Hero 6                                                      | Алістер Крей (голос)                                      |
| 2014      | кф |                                                    | Son of a Barman                                                 | Білл Снайдер                                              |
| 2014      | ф  |                                                    | Welcome to Me                                                   | Тед Тербер                                                |
| 2011—2014 | с  | Передмістя                                         | Suburgatory                                                     | Ной (Ноа) Вернер, стоматолог (47 епізодів)                |
| 2014      | мс |                                                    | Chozen                                                          | (голоси, 5 епізодів)                                      |
| 2014      | ф  |                                                    | Premature                                                       | Джек Рот                                                  |
| 2014      | мф | Ліга справедливості: Війна                         | Justice League: War                                             | Супермен (голос)                                          |
| 2014      | с  | Правосуддя                                         | Justified                                                       | Еліас Маркос (1 епізод)                                   |
| 2013      | мф | Крижане серце                                      | Frozen                                                          | герцог Везелтон (голос)                                   |
| 2013      | с  |                                                    | The Power Inside                                                | Джек (2 епізоди)                                          |
| 2013      | ф  | 42                                                 | 42                                                              | Бен Чапмен                                                |
| 2012      | с  |                                                    | Airship Dracula                                                 | Captain Dziga                                             |
| 2012      | мф | Ральф-руйнівник                                    | Wreck-It Ralph                                                  | Король Льодяник (голос)                                   |
| 2012      | с  |                                                    | Robot and Monster                                               | Crazy Cousin Gizmo (голос, 1 епізод)                      |
| 2012      | с  |                                                    | NTSF:SD:SUV                                                     | Свен (1 епізод)                                           |
| 2012      | мф | Льодовиковий період 4: Континентальний дрейф       | Ice Age 4: Continental Drift                                    | Milton / Hunky Siren (голоси)                             |
| 2012      | мс | Фінеас і Ферб                                      | Phineas and Ferb                                                | додаткові голоси (1 епізод)                               |
| 2012      | ф  | Президент Лінкольн: Мисливець на вампірів          | Abraham Lincoln: Vampire Hunter                                 | Стівен А. Дуглас, політик із Іллінойсу                    |
| 2012      | мф |                                                    | Strange Frame: Love & Sax                                       | Чет (голос)                                               |
| 2012      | с  |                                                    | Napoleon Dynamite                                               | офіцер поліції Елвуд (голос, 1 епізод)                    |
| 2011—2012 | мс |                                                    | The Life & Times of Tim                                         | Родріго / Артур / Деббі (голоси, 4 епізоди)               |
| 2011      | мс |                                                    | Good Vibes                                                      | Лонні (голос, 12 епізодів)                                |
| 2011      | ф  | Елвін та бурундуки 3                               | Alvin and the Chipmunks: Chipwrecked                            | Сімон (голос)                                             |
| 2010—2011 | мс |                                                    | Batman: The Brave and the Bold                                  | Флеш (Баррі Ален) (голос, 2 епізоди)                      |
| 2011      | ф  | Трансформери 3: Темний бік Місяця                  | Transformers: Dark of the Moon                                  | Голландець                                                |
| 2011      | ф  |                                                    | Conception                                                      | Марк                                                      |
| 2011      | мс | Гріфіни                                            | Family Guy                                                      | Хлопець із Німеччини (голос, 1 епізод)                    |
| 2010      | тф |                                                    | The Rockford Files                                              | детектив Денніс Беккер                                    |
| 2009—2010 | мс |                                                    | Glenn Martin DDS                                                | Різні персонажі (голоси, 5 епізодів)                      |
| 2010      | ф  | Хороший хлопчик                                    | Beautiful Boy                                                   | Ерік                                                      |
| 2010      | кф |                                                    | Astro Boy vs. The Junkyard Pirates                              | Ронні (голос)                                             |
| 2009—2010 | с  | Клуб ляльок                                        | Dollhouse                                                       | Альфа / Стівен Кеплер (4 епізоди)                         |
| 2010      | ф  | Такер і Дейл проти зла                             | Tucker & Dale vs. Evil                                          | Такер                                                     |
| 2009      | с  | Візитери                                           | V                                                               | Дейл Меддокс (3 епізоди)                                  |
| 2009      | мф | Астробой                                           | Astro Boy                                                       | Mr. Squeegee / Scrapheap Head / Stinger Two (голоси)      |
| 2009      | кф | Балада про Джо-солдата                             | The Ballad of G.I. Joe                                          | Shipwreck                                                 |
| 2009      | кф |                                                    | Bed Ridden                                                      | Детектив Курц                                             |
| 2009      | с  | Недопорно                                          | PG Porn                                                         | Боб (1 епізод)                                            |
| 2008      | тф |                                                    | Fourplay                                                        | Дрю                                                       |
| 2008      | тф |                                                    | Play or Be Played                                               | Чарлі                                                     |
| 2007      | ф  | Потяг до Юми                                       | 3:10 to Yuma                                                    | Док Поттер                                                |
| 2007      | ф  | Трошки вагітна                                     | Knocked Up                                                      | Джек                                                      |
| 2007      | ф  | Смерть на похороні                                 | Death at a Funeral                                              | Саймон                                                    |
| 2006      | тф |                                                    | Capitol Law                                                     | Волкер Еліот                                              |
| 2006      | с  | CSI: Місце злочину                                 | CSI: Crime Scene Investigation                                  | Карл Фішер (1 епізод)                                     |
| 2006      | мф | Льодовиковий період 2: Глобальне потепління        | Ice Age 2: The Meltdown                                         | халікотерій Холлі (голос)                                 |
| 2005      | ф  | Місія Сереніті                                     | Serenity                                                        | Вош                                                       |
| 2005      | с  | (мінісеріал)                                       | Into the West                                                   | Натан Вілер (1 епізод)                                    |
| 2005      | ф  |                                                    | Rx                                                              | Пепе                                                      |
| 2004      | ф  |                                                    | Meet Market                                                     | Денні                                                     |
| 2004      | ф  | Я, робот                                           | I, Robot                                                        | Сонні                                                     |
| 2004      | ф  | Вишибайли                                          | Dodgeball: A True Underdog Story                                | Пірат Стів                                                |
| 2002—2003 | с  | Світляк                                            | Firefly                                                         | Вош (Гобан Вошборн) (14 епізодів)                         |
| 2002      | мф | Льодовиковий період                                | Ice Age                                                         | Ленні / Оскар / Деб (голоси)                              |
| 2001      | ф  | Серця в Атлантиді                                  | Hearts in Atlantis                                              | шахрай із «трьома картами»                                |
| 2001      | ф  | Історія лицаря                                     | A Knight's Tale                                                 | Ват                                                       |
| 2000      | с  | Фрейзер                                            | Frasier                                                         | Тодд Петерсон (1 епізод)                                  |
| 2000      | с  |                                                    | Strangers with Candy                                            | Батько (2 епізоди)                                        |
| 2000      | ф  |                                                    | Wonder Boys                                                     | Трекслер                                                  |
| 2000      | ф  | 28 днів                                            | 28 Days                                                         | Герхардт                                                  |
| 1998      | ф  |                                                    | Patch Adams                                                     | Евертон                                                   |
| 1997      | ф  |                                                    | 35 Miles from Normal                                            | Тревор                                                    |

### Комп'ютерні ігри
| Рік  |    | Українська назва | Оригінальна назва                  | Роль                              |
| ---- | -- | ---------------- | ---------------------------------- | --------------------------------- |
| 2017 | вг |                  | Star Wars: Secrets of the Empire   | K-2SO                             |
| 2017 | вг |                  | Injustice 2                        | Green Arrow                       |
| 2016 | вг |                  | Con Man: The Game                  | Wray Nerely                       |
| 2016 | вг |                  | Master of Orion: Conquer the Stars | Psilon Advisor                    |
| 2015 | вг |                  | Star Wars: Battlefront             | K-2SO                             |
| 2015 | вг |                  | Star vs the Dungeon of Evil        | Ludo                              |
| 2015 | вг |                  | Infinite Crisis                    | Green Arrow                       |
| 2014 | вг |                  | Call of Duty: Advanced Warfare     | додаткові голоси                  |
| 2014 | вг |                  | Defense Grid 2                     | Simon                             |
| 2013 | вг |                  | Injustice: Gods Among Us           | Green Arrow / Atlantean Librarian |
| 2009 | вг |                  | Astro Boy: The Video Game          | Mr. Windex                        |
| 2009 | вг | Halo 3: ODST     | Halo 3: ODST                       | Mickey                            |
| 2008 | вг |                  | Defense Grid: The Awakening        | Simon                             |
| 2007 | вг |                  | Halo 3                             | Marine                            |
| 2006 | вг |                  | Ice Age 2: The Meltdown            | Cholly                            |

## Нагороди і номінації
| Рік  | Премії                                  | Організації                              | Номінації                                                                      | Фільми                                  | Примітки                   | Результати |
| ---- | --------------------------------------- | ---------------------------------------- | ------------------------------------------------------------------------------ | --------------------------------------- | -------------------------- | ---------- |
| 2017 | Прайм-тайм премія «Еммі»                | Primetime Emmy Awards                    | Outstanding Actor in a Short Form Comedy or Drama Series                       | Con Man (2015)                          | Рей Нерелі (роль)          | Номінація  |
| 2017 | BTVA People's Choice Voice Acting Award | Behind the Voice Actors Awards           | Best Vocal Ensemble in a Television Series                                     | Star vs. the Forces of Evil (2015)      | разом з іншими акторами    | Перемога   |
| 2017 | BTVA People's Choice Voice Acting Award | Behind the Voice Actors Awards           | Best Vocal Ensemble in a Feature Film                                          | Moana (2016)                            | разом з іншими акторами    | Перемога   |
| 2017 | BTVA People's Choice Voice Acting Award | Behind the Voice Actors Awards           | Best Male Lead Vocal Performance in a Feature Film                             | Rogue One (2016)                        | K-2SO (озвучення)          | Перемога   |
| 2017 | BTVA Feature Film Voice Acting Award    | Behind the Voice Actors Awards           | Best Male Lead Vocal Performance in a Feature Film                             | Rogue One (2016)                        | K-2SO (озвучення)          | Номінація  |
| 2017 | BTVA Feature Film Voice Acting Award    | Behind the Voice Actors Awards           | Best Vocal Ensemble in a Feature Film                                          | Moana (2016)                            | разом з іншими акторами    | Номінація  |
| 2017 | BTVA Feature Film Voice Acting Award    | Behind the Voice Actors Awards           | Best Vocal Ensemble in a Feature Film                                          | Zootopia (2016)                         | разом з іншими акторами    | Номінація  |
| 2017 | BTVA Television Voice Acting Award      | Behind the Voice Actors Awards           | Best Vocal Ensemble in a Television Series                                     | Star vs. the Forces of Evil (2015)      | разом з іншими акторами    | Номінація  |
| 2017 | Blimp Award                             | Kids' Choice Awards, USA                 | #SQUAD                                                                         | Rogue One (2016)                        | разом з іншими акторами    | Номінація  |
| 2016 | Енні (премія)                           | Annie Awards                             | Outstanding Achievement in Voice Acting in an Animated TV/Broadcast Production | Star vs. the Forces of Evil (2015)      | Людо Альваріус (озвучення) | Номінація  |
| 2016 | IFJA Award                              | Indiana Film Journalists Association, US | Best Vocal/Motion Capture Performance                                          | Rogue One (2016)                        |                            | Перемога   |
| 2016 | Actor                                   | Премія Гільдії кіноакторів               | Outstanding Performance by a Cast in a Motion Picture                          | Trumbo (2015)                           | разом з іншими акторами    | Номінація  |
| 2015 | BTVA Feature Film Voice Acting Award    | Behind the Voice Actors Awards           | Best Vocal Ensemble in a Feature Film                                          | Big Hero 6 (2014)                       | разом з іншими акторами    | Номінація  |
| 2014 | BTVA People's Choice Voice Acting Award | Behind the Voice Actors Awards           | Best Vocal Ensemble in a Feature Film                                          | Frozen (2013)                           | разом з іншими акторами    | Перемога   |
| 2014 | BTVA Feature Film Voice Acting Award    | Behind the Voice Actors Awards           | Best Vocal Ensemble in a Feature Film                                          | Frozen (2013)                           | разом з іншими акторами    | Перемога   |
| 2013 | Енні (премія)                           | Annie Awards                             | Voice Acting in an Animated Feature Production                                 | Wreck-It Ralph (2012)                   | Король Кенді (озвучення)   | Перемога   |
| 2013 | BTVA Feature Film Voice Acting Award    | Behind the Voice Actors Awards           | Best Male Vocal Performance in a Feature Film                                  | Wreck-It Ralph (2012)                   | Король Кенді (озвучення)   | Перемога   |
| 2013 | BTVA Feature Film Voice Acting Award    | Behind the Voice Actors Awards           | Best Vocal Ensemble in a Feature Film                                          | Wreck-It Ralph (2012)                   | разом з іншими акторами    | Перемога   |
| 2013 | BTVA People's Choice Voice Acting Award | Behind the Voice Actors Awards           | Best Vocal Ensemble in a Feature Film                                          | Wreck-It Ralph (2012)                   | разом з іншими акторами    | Перемога   |
| 2013 | BTVA Voice Acting Award                 | Behind the Voice Actors Awards           | Breakthrough Voice Actor of the Year                                           |                                         |                            | Номінація  |
| 2013 | BTVA Feature Film Voice Acting Award    | Behind the Voice Actors Awards           | Best Vocal Ensemble in a Feature Film                                          | Ice Age: Continental Drift (2012)       | разом з іншими акторами    | Номінація  |
| 2013 | BTVA Television Voice Acting Award      | Behind the Voice Actors Awards           | Best Vocal Ensemble in a New Television Series                                 | Robot and Monster (2012)                | разом з іншими акторами    | Номінація  |
| 2011 | Fright Meter Award                      | Fright Meter Awards                      | Best Actor                                                                     | Tucker and Dale vs Evil (2010)          |                            | Номінація  |
| 2008 | Actor                                   | Премія Гільдії кіноакторів               | Outstanding Performance by a Cast in a Motion Picture                          | 3:10 to Yuma (2007)                     | разом з іншими акторами    | Номінація  |
| 2005 | MTV Movie Award                         | MTV Movie & TV Awards                    | Best On-Screen Team                                                            | Dodgeball: A True Underdog Story (2004) | разом з іншими акторами    | Номінація  |
| 1997 | Clarence Derwent Award                  | Clarence Derwent Awards                  | Best supporting Male (USA)                                                     |                                         |                            | Перемога   |